# Лупори (Лука)
Лупори је насеље у Италији у округу Лука, региону Тоскана.
Према процени из 2011. у насељу је живело 43 становника. Насеље се налази на надморској висини од 48 м.